# آرلو وایت
آرلو وایت (انگلیسی: Arlo White؛ ‏ ۲ ژوئن ۱۹۷۳) گزارشگر ورزشی اهل ایالات متحده آمریکا است. وی پیش‌تر برای ان‌بی‌سی اسپورتس کار می کرد و گزارشگر لیگ برتر فوتبال انگلستان و فوتبال آمریکایی بود و مدتی هم برای باشگاه فوتبال سیاتل ساندرز و باشگاه فوتبال شیکاگو فایر فعالیت نمود.
از فیلم‌ها یا مجموعه‌های تلویزیونی که وی در آن‌ها نقش داشته است، می‌توان به تد لاسو اشاره نمود.